# 미스트 (영화)
《미스트》(영어: The Mist 또는 영어: Stephen King's The Mist)는 2007년 개봉한 미국의 코즈믹 공포 영화이다. 스티븐 킹의 동명 중편 소설이 원작이다.

## 출연
- 토머스 제인 - 데이비드 드레이턴 역
- 마샤 게이 하든 - 카모디 부인 역
- 로리 홀든 - 어맨다 던프리 역
- 안드레이 브라워 - 브렌트 노턴 역
- 토비 존스 - 올리 위크스 역
- 윌리엄 새들러 - 짐 그론딘 역
- 제프리 더먼 - 댄 밀러 역
- 프랜시스 스턴헤이건 - 아이린 역
- 샘 위트워 - 이등병 웨인 제섭 역
- 알렉사 다벌로스 - 샐리 역
- 네이선 갬블 - 빌리 드레이턴 역
- 크리스 오언 - 놈 역
- 로버트 트레벌리어 - 버드 브라운 역
- 데이비드 젠슨 - 마이런 역
- 앤디 스탈 - 마이크 해틀런 역
- 잭슨 허스트 - 조 이글턴 역
- 멀리사 맥브라이드

## 기타 제작진
- 미술: 그레고리 멜턴
- 의상: 지오바나 옥토브레이멜턴